# Морбиус (филм)
„Морбиус“ (на английски: Morbius) е американско фентъзи от 2022 г. за едноименния персонаж на Марвел Комикс. Режисьорът е Даниел Еспиноза, а сценарият е на Бърк Шарплес и Мат Сазама. Това е третият филм от Спайдър-Мен вселената на Сони, базиран в киновселената на Марвел, но нямащи пряка връзка с останалите филми в нея, освен със „Спайдър-Мен: Завръщане у дома“, на който Сони Пикчърс е копродуцент. Премиерата в САЩ е на 1 април 2022 г.

## Актьорски състав
| Актьор         | Роля                                    |
| -------------- | --------------------------------------- |
| Джаред Лето    | Майкъл Морбиус / Морбиус, Живият вампир |
| Мат Смит       | Лусиан / Майло                          |
| Адриа Арджона  | Мартин Банкрофт                         |
| Тайрийз Гибсън | Саймън Строуд                           |
| Ал Мадригал    | Алберто Родригез                        |
| Джаред Харис   | Емил Николас                            |
| Майкъл Кийтън  | Ейдриън Туумс / Лешояд                  |